# Madonna dell'Aiuto (Busto Arsizio)

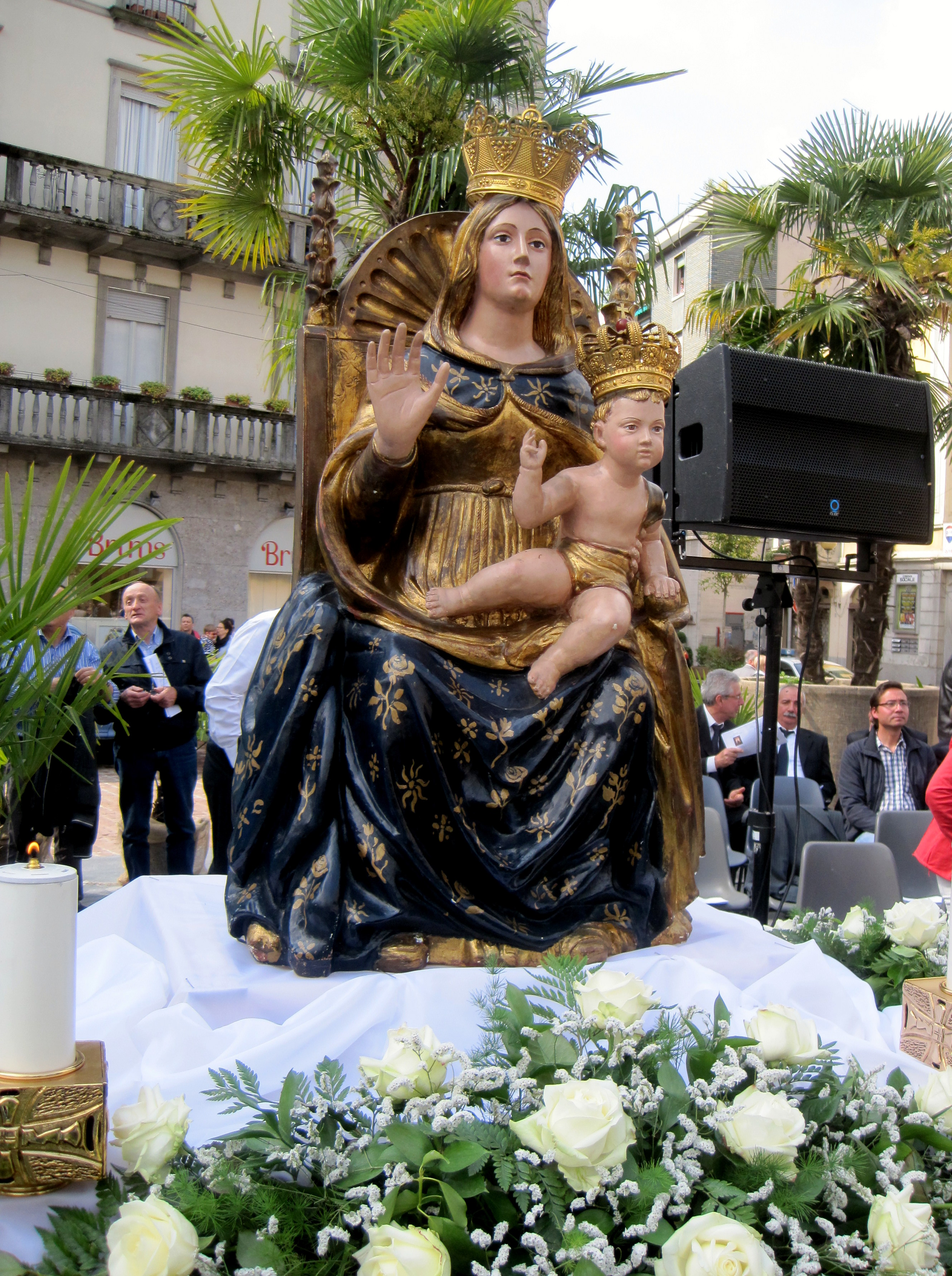
La statua della Madonna dell'Aiuto durante le celebrazioni del cinquecentesimo anniversario del santuario di Santa Maria di Piazza

La Madonna dell'Aiuto è il nome con cui viene chiamata dai credenti la venerata Maria, madre di Gesù, che, secondo la tradizione, fermò la pestilenza del 1630 a Busto Arsizio o, secondo altre ipotesi, quella del 1576.

## La Madonna dell'Aiuto a Busto Arsizio
Durante la pestilenza, venne organizzata una processione per portare in tutte le vie del borgo la statua della Madonna venerata nella chiesa di Santa Maria di Piazza.
Secondo la tradizione la raffigurazione della Madonna, che fino ad allora era rappresentata con la mano destra sul grembo e la mano sinistra a tenere il bambin Gesù, dopo le incessanti preghiere dei bustocchi cambiò il suo aspetto. Si racconta che una mattina l'immagine della Madonna avrebbe alzato il braccio destro, mostrando il palmo della mano, come se volesse fermare l'epidemia di peste. È da allora che la Madonna venerata a Busto Arsizio viene indicata come Madonna dell'Aiuto e viene raffigurata con la mano sinistra impegnata a tenere Gesù bambino e la mano destra alzata per fermare la peste. Di conseguenza, la chiesa di Santa Maria di Piazza divenne Santuario di Santa Maria di Piazza, in quanto al suo interno sarebbe avvenuto questo miracolo.
La devozione alla Beata Vergine e verso i santi si tradusse nel voto dell'intera comunità, religiosa e civile, di andare ogni anno in pellegrinaggio alla Madonna del Monte il giorno di San Giorgio, il 24 aprile, e di rendere insieme omaggio al corpo della Beata Giuliana di Busto. Il 15 febbraio 1631 fu il giorno della cessazione delle limitazioni alla libertà di territorio, mentre il 26 febbraio fu organizzata una processione per ringraziare la Madonna dell'Aiuto.

## Santa Maria de la Ayudaa Montevideo
A Montevideo, in Uruguay, nel quartiere di Villa del Cerro, è venerata, con il nome di Santa Maria de la Ayuda, una statua della Madonna dell'Aiuto del tutto simile a quella di Busto Arsizio.
Secondo le ricerche effettuate da Luigi Giavini, nel 1893 un certo Marco Stoppa, originario del Canton Ticino, emigrato in Uruguay si fece spedire una statuetta raffigurante la Madonna dell'Aiuto con allegata una copia del documento papale di Leone XIII inerente all'incoronazione della Madonna dell'Aiuto di Busto Arsizio e controfirmato da monsignor Giuseppe Tettamanti per attestare l'autenticità del titolo attribuito alla Madonna. Quando Stoppa fece ritorno in Italia, affidò la statuetta, che era già entrata nella devozione popolare a Montevideo, a Guido Branda e sua moglie Teodora Monnero Gandolfi, originari di Acqui Terme ed emigrati in Sudamerica intorno al 1910, i quali nel 1913, durante un breve soggiorno in Italia, passarono a Busto Arsizio per recuperare una statua più grande della Madonna. Questa statua fu posta in una piccola cappella fatta edificare dagli stessi Branda, la quale riceveva visite di pellegrini da tutto l'Uruguay e anche dall'Argentina, in quanto si era diffusa la voce che la piccola statuetta dello Stoppa avesse compiuto diversi miracoli.
Le autorità ecclesiastiche di Montevideo, dopo diverse pressioni nei confronti della famiglia Branda, decise di introdurre nella preesistente parrocchia della Madonna di Arantzazu un'immagine della Madonna dell'Aiuto. Quando, negli anni 1920, la parrocchia passò dal clero secolare ai monaci cappuccini, questi decisero di collocare nella chiesa una sontuosa statua della Madonna dell'Aiuto. Venne quindi chiesto al rettore del santuario di Busto Arsizio una copia della statua presente in quella chiesa. Questa copia fu realizzata sotto forma di dipinto dal frate Agostino di Pavia e venne esposta per diverso tempo nella chiesa di Sant'Antonio a Montevideo, per poi trasportarla al Cerro dove il 10 febbraio fu benedetta da Giovanni Francesco Aragone, arcivescovo di Montevideo.
L'11 maggio 1930 fu incoronata una statua lignea raffigurante la Madonna dell'Aiuto, realizzata dallo scultore tirolese Stuffeser, anch'essa posta nella parrocchia di Santa María de la Ayuda nel quartiere Cerro di Montevideo.
La devozione della Madonna dell'Aiuto si diffuse e molte altre cappelle sorsero in Uruguay, tra le quali un santuario a Santa Rosa, nel Dipartimento di Canelones.

## La Madonna dell'Aiuto nell'arte a Busto Arsizio

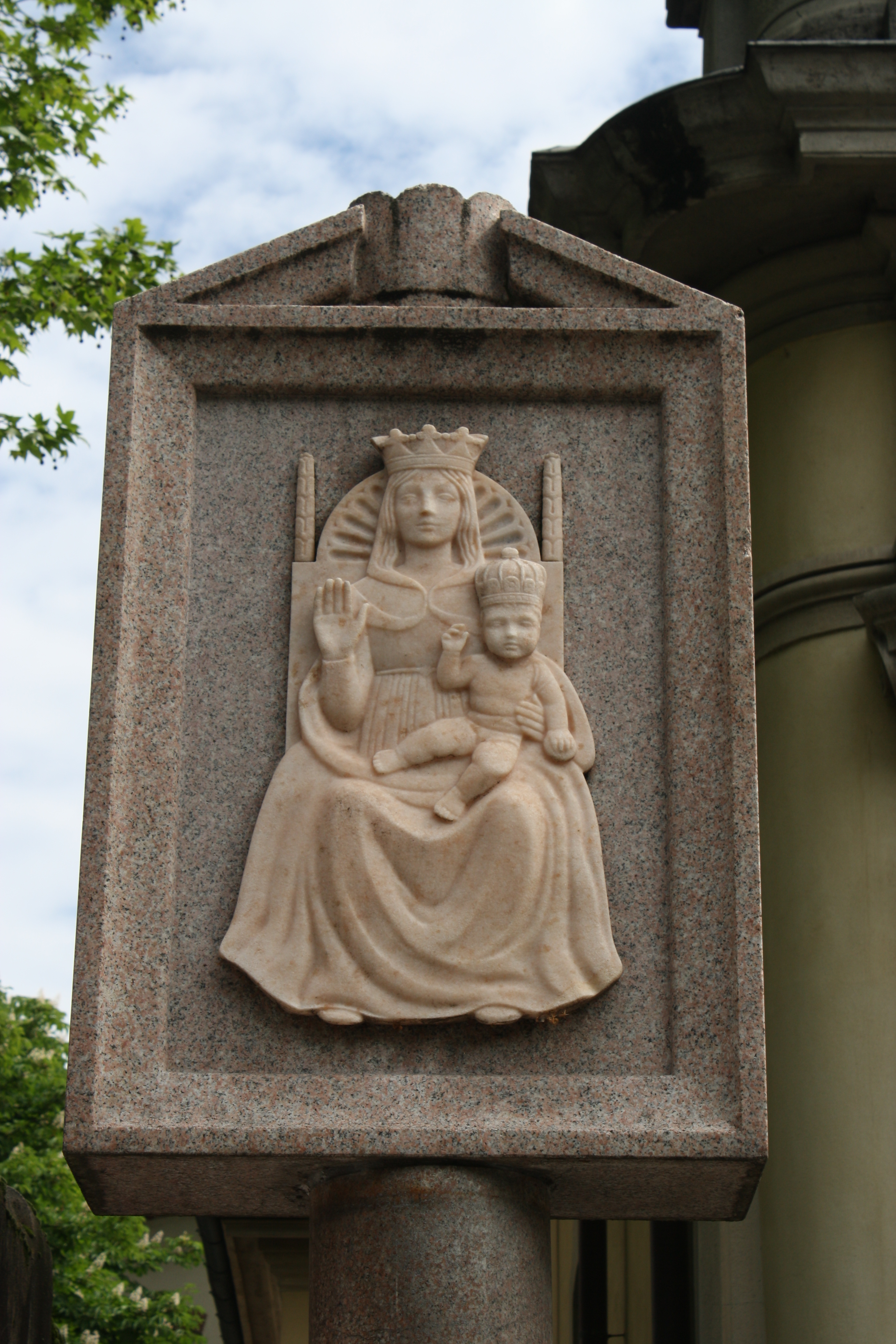
Una delle colonne in granito raffiguranti la Madonna dell'Aiuto

La Madonna dell'Aiuto è molto raffigurata a Busto Arsizio. La più importante di queste raffigurazioni è la statua lignea policroma realizzata dallo scultore Fabrizio De Magistris che si trova all'interno del Santuario di Santa Maria di Piazza; è la statua che venne portata in processione nel borgo il 28 aprile 1630 per invocare la fine della pestilenza e che, secondo la tradizione, alzò la mano destra per arrestare il morbo.
Questa raffigurazione è poi stata riprodotta in numerose statue e dipinti.
Nei principali punti di ingresso di Busto Arsizio si trovano delle colonne in granito rosa sormontate da un bassorilievo della Madonna dell'Aiuto, protettrice della città. Nei primi anni 2000 è stato realizzato un piccolo capitello votivo dedicato alla Madonna dell'Aiuto nel quartiere San Giuseppe, nei pressi dell'ospedale di Busto Arsizio, all'intersezione delle vie dei Sassi, Savona, Vipiteno, Giulio Bizzozero e Arnaldo da Brescia.
La Madonna dell'Aiuto è anche utilizzata come logo dell'Azienda Ospedaliera Ospedale di Circolo di Busto Arsizio.